# Erlebach (Kriebstein)
Erlebach ist ein Ortsteil der Gemeinde Kriebstein im Landkreis Mittelsachsen (Freistaat Sachsen). Er wurde am 1. März 1994 eingemeindet.

## Geografie
Erlebach liegt östlich der Talsperre Kriebstein. Der durch den Ort fließende Erlebach mündet in die Talsperre Kriebstein, die durch die Zschopau gespeist wird. Erlebach besitzt mit den beiden Schiffsanlegestellen Erlebach und Lochmühle Zugang zum öffentlichen Schiffsverkehr auf der Talsperre Kriebstein.

### Nachbarorte
| Kriebstein | Ehrenberg                                   |              |
| Hermsdorf  | Kompassrose, die auf Nachbargemeinden zeigt | Höckendorf   |
|            | Hermsdorf                                   | Niederrossau |

## Geschichte

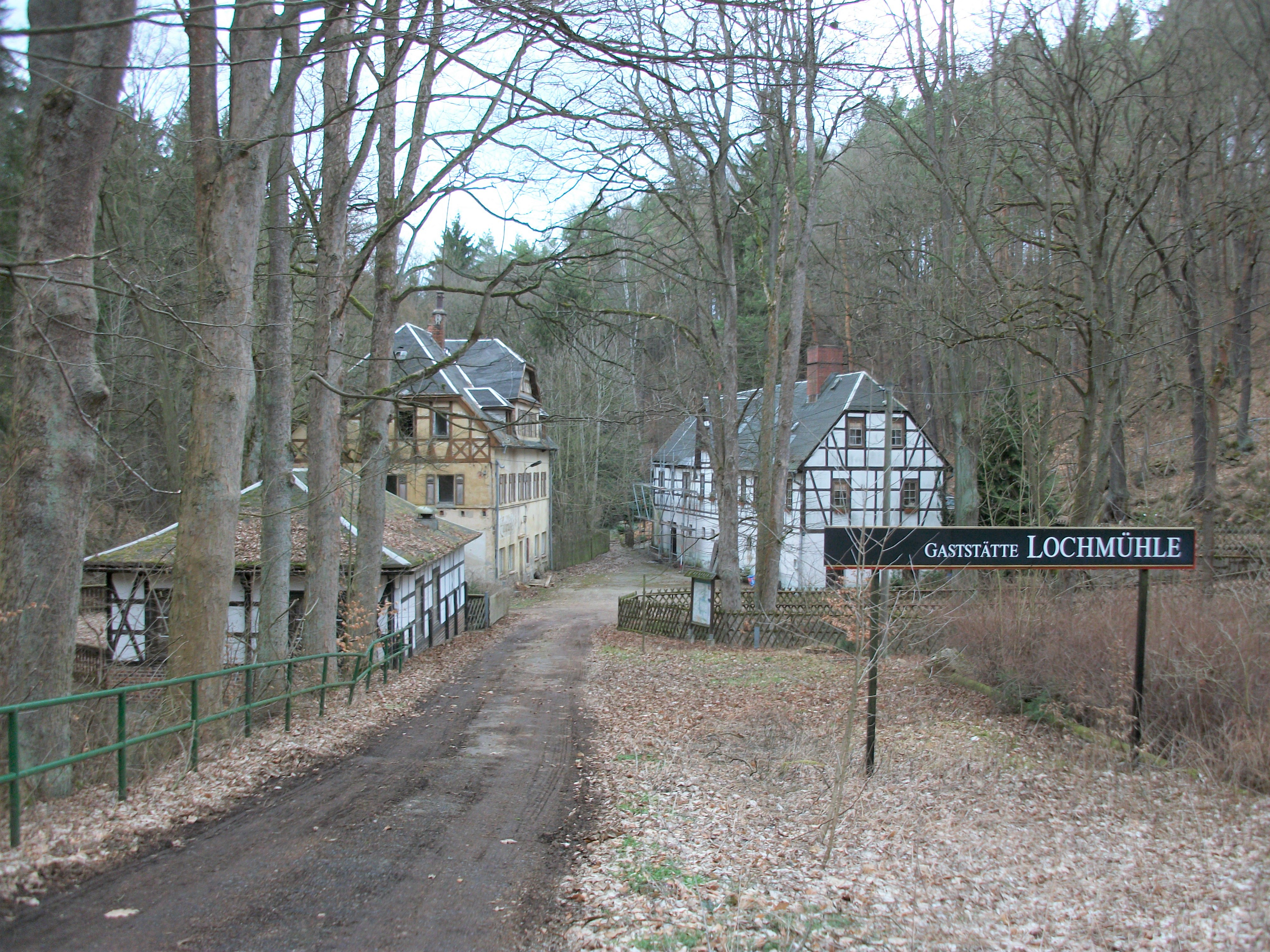
Lochmühle Erlebach (2019)

Die erste urkundliche Erwähnung von Erlebach ist für 1350 mit dem Namen „Erlbach“ belegt. Der Ort ist seit jeher nach Ringethal gepfarrt. Bezüglich der Grundherrschaft gehörte Erlebach zunächst zum Rittersitz Ringethal, zu dem weiterhin die Orte Ringethal, Falkenhain und Hermsdorf gehörten. Die Herrschaft Ringethal lag als Exklave des Kreisamts Freiberg zwischen den Ämtern Rochlitz und Nossen. 1606 kam der Ort Erlebach an die Grundherrschaft des Ritterguts Ehrenberg (ehemals zur Herrschaft Kriebstein gehörig) im Amt Rochlitz.
Erlebach gehörte bis 1856 zum kursächsischen bzw. königlich-sächsischen Amt Rochlitz. 1856 wurde Erlebach dem Gerichtsamt Mittweida und 1875 der Amtshauptmannschaft Rochlitz angegliedert. Durch die zweite Kreisreform in der DDR kam die Gemeinde Erlebach im Jahr 1952 zum Kreis Hainichen im Bezirk Chemnitz (1953 in Bezirk Karl-Marx-Stadt umbenannt), der ab 1990 als sächsischer Landkreis Hainichen fortgeführt wurde und 1994 im Landkreis Mittweida bzw. 2008 im Landkreis Mittelsachsen aufging.
Am 1. März 1994 wurde Erlebach in die Gemeinde Kriebstein eingemeindet.